# De Morgans lagar
De Morgans lagar är två slutledningsregler inom logik och boolesk algebra, uppkallade efter Augustus de Morgan på 1800-talet. Lagarna var kända redan på medeltiden och formulerades språkligt av William Ockham på 1400-talet. 
Reglerna, uttryckta som tautologier eller som teorem inom satslogiken, är
{\displaystyle {\begin{aligned}\neg (P\land Q)&\to \neg P\lor \neg Q\\\neg (P\lor Q)&\to \neg P\land \neg Q\end{aligned}}}
där {\displaystyle P} och {\displaystyle Q} är påståenden. Den första regeln är en negation av en konjunktion och den andra, en negation av en disjunktion.
Informellt kan lagarna skrivas
inte (P och Q) = inte P eller inte Q
inte (P eller Q) = inte P och  inte Q
Reglerna har motsvarigheter inom mängdläran:
{\displaystyle (A\cap B)^{\complement }=A^{\complement }\cup B^{\complement }}
{\displaystyle (A\cup B)^{\complement }=A^{\complement }\cap B^{\complement }}
där ∩ är snittoperatorn och ∪ är unionsoperatorn.
Den allmänna formen är
{\displaystyle {\begin{aligned}{\overline {\bigcap _{i\in I}A_{i}}}&\equiv \bigcup _{i\in I}{\overline {A_{i}}},\\{\overline {\bigcup _{i\in I}A_{i}}}&\equiv \bigcap _{i\in I}{\overline {A_{i}}},\end{aligned}}}
där I är en indexmängd och {\displaystyle {\overline {A}}} är A:s negation.
De Morgans lagar har tillämpningar inom digitaltekniken vid konstruktion av logiska kretselement. De Morgans lagar motsvaras av logiska grindar enligt (1 = hög nivå, 0 = låg nivå):
|                   | =                 |                                 | \| {\displaystyle A} \| {\displaystyle B} \| {\displaystyle \neg (A\land B)} \| {\displaystyle \neg A\lor \neg B} \| \| 0 \| 0 \| 1 \| 1 \| \| 0 \| 1 \| 1 \| 1 \| \| 1 \| 0 \| 1 \| 1 \| \| 1 \| 1 \| 0 \| 0 \| |
| {\displaystyle A} | {\displaystyle B} | {\displaystyle \neg (A\land B)} | {\displaystyle \neg A\lor \neg B} |
| 0                 | 0                 | 1                               | 1 |
| 0                 | 1                 | 1                               | 1 |
| 1                 | 0                 | 1                               | 1 |
| 1                 | 1                 | 0                               | 0 |

|                   | =                 |                                | \| {\displaystyle A} \| {\displaystyle B} \| {\displaystyle \neg (A\lor B)} \| {\displaystyle \neg A\land \neg B} \| \| 0 \| 0 \| 1 \| 1 \| \| 0 \| 1 \| 0 \| 0 \| \| 1 \| 0 \| 0 \| 0 \| \| 1 \| 1 \| 0 \| 0 \| |
| {\displaystyle A} | {\displaystyle B} | {\displaystyle \neg (A\lor B)} | {\displaystyle \neg A\land \neg B} |
| 0                 | 0                 | 1                              | 1 |
| 0                 | 1                 | 0                              | 0 |
| 1                 | 0                 | 0                              | 0 |
| 1                 | 1                 | 0                              | 0 |